# Jazz-funk
Sous-genres
Free funk
Genres associés
Jazz fusion, acid jazz
Le jazz-funk est le genre musical tiré du jazz ayant émergé aux États-Unis dans les années 1960.

## Histoire
Au milieu des années 1960, James Brown a créé le « pure funk », un genre qui a créé ce rythme groovy qui était joué par les batteurs funk de James Brown, Clyde Stubblefield et John « Jabo » Starks.
Parmi les premiers albums de jazz-funk, citons On the Corner de Miles Davis (1972) et Root Down de Jimmy Smith  (1972). The Last Poets, Gil Scott-Heron, Lightnin' Rod, T.S. Monk, Pleasure, Boogaloo Joe Jones, Lenny White et Michael Henderson ont aussi publié des albums de jazz-funk.
Le jazz-funk consiste à injecter le groove du funk aux structures harmoniques du jazz (tout en conservant la dynamique de recherche stylistique propre au jazz) et en y intégrant les instruments issues des nouvelles technologies (synthétiseurs) ainsi que des rythmes plutôt binaires, dans le but d'obtenir une musique orientée vers la danse, avec des textures rythmiques et mélodique de grande qualité. Un fort courant de créativité est né de ce mouvement, produisant des pièces musicales originales et influentes.
Le terme funky était utilisé dans le jazz depuis au moins les années 1940 (mais il semblerait que le terme et le style funky était déjà en usage à La Nouvelle-Orléans dès le début du XXe siècle. Et, on considère souvent que c'est véritablement dans cette ville qu'est né le funk, bien avant qu'il ne soit popularisé par James Brown). Utilisé à l'origine pour décrire ce qui est sale et sent mauvais, et par extension une musique issue des ghettos, authentique, sale, exprimant de vraies émotions, le terme funk n'a été associé aux musiques électriques syncopées qu'à partir de la fin des années 1960. Auparavant, il était associé à un jazz au senti le plus bluesy, censé émouvoir, privilégiant l'émotion, interprété sur des tempos généralement lents, voire très lents.
L'acid jazz, ayant émergé au milieu des années 1980, est un retour du style, les sons étant si proches que certains groupes ont pu être catégorisés successivement comme appartenant aux mouvements acid jazz et jazz-funk. Le nu jazz mêle des éléments du jazz-funk à d'autres genres musicaux comme l'EDM, la techno, et la house. Le groupe allemand Jazzanova est un exemple du nu jazz.

## Caractéristiques
Le style est en général purement instrumental, mêlant la structure des morceaux de jazz (thème, succession de solos, thème) avec les rythmes syncopés et l'instrumentation du funk (percussions et batterie électroniques, piano électrique Fender Rhodes ou Wurlitzer, orgue Hammond B3, synthétiseurs analogiques Mellotron, ARP Odyssey, Oberheim, Moog ou clavinet Hohner D6, cuivres, basse électrique, parfois guitare électrique comme chez Wah Wah Watson (en)) et des effets d'instrumentation très employés tels le slap à la basse électrique ou l'usage de cordes frottées au synthétiseurs,.

## Artistes notables
Les trompettistes Dizzy Gillespie (avec l'album Matrix the Perception Sessions en 1971) et surtout Miles Davis ont été parmi les précurseurs de la fusion jazz-funk.
Mais, parmi les artistes ayant façonné ce style, on peut également citer Herbie Hancock, Lou Donaldson, Cannonbal Adderley, Horace Silver, Eumir Deodato, The Headhunters, Weather Report, Azymuth, Billy Cobham, Grant Green, Eddie Henderson, Patrice Rushen, Donald Byrd, Idris Muhammad, Joe Thomas, Ramsey Lewis, Dieter Reith, Roy Ayers, The Reddings, Stanley Clarke, Grover Washington, Jr., Marcus Miller, Victor Wooten, the Temptations, Maceo Parker, James Brown, Earth, Wind and Fire, Kool and the Gang ou Prince. Chacun tentant d'y apporter sa signature, son style propre, ses effets et ses inspirations.

## Jazz-funk britannique
Dans les boîtes de nuit britanniques du milieu à la fin des années 1970, des DJ comme Colin Curtis à Manchester, Graham Warr et Shaun Williams à Birmingham, et Ian Dewhirst et Paul Schofield à Leeds ont défendu le genre, de même que Chris Hill et Bob Jones dans le Sud. À la fin des années 1980, le travail des DJ des clubs de groove rares en Angleterre, qui s'intéressaient au passé et à la redécouverte de vieux morceaux, tels que Norman Jay, Chriss Hill, Bob Jones, Colin Curtis et Gilles Peterson. Gilles Peterson crée un nouveau label, BGP Records.
Ils sont encouragés par des DJ de club comme Chris Hill et Robbie Vincent, qui travaillait alors sur BBC Radio London, et Greg Edwards, qui présentait une émission le samedi soir sur la toute première station de radio commerciale de Londres, Capital Radio. En 1980, ils organisent un grand festival de jazz auquel participe le groupe de jazz-funk Light of the World. Le premier de ces groupes autonomes à établir une véritable identité britannique est Light of the World, formé par Kenny Wellington, Incognito, The Brand New Heavies, Jamiroquai et le James Taylor Quartet contribuent à la montée en puissance de l'acid jazz. Le groupe britannique US3 signe chez Acid Jazz Records, lui-même fondé par Peterson et Eddie Piller. US3 reprend Cantaloupe Island, enregistré à l'origine par Herbie Hancock. 